# Мейергоф, Отто
О́тто Фриц Ме́йергоф (нем. Otto Fritz Meyerhof; 12 апреля 1884, Ганновер, Германия — 6 октября 1951, Филадельфия, США) — немецкий биохимик и врач. Лауреат Нобелевской премии по физиологии и медицине в 1922 году (совместно с Арчибалдом Хиллом) за труды в области мышечного метаболизма (включая гликолиз).

## Биография
Родился в Ганновере в еврейской семье. Большую часть детства провёл в Берлине, где позднее обучался по медицинской специальности. Продолжал обучение в Страсбурге и Гейдельберге. Закончил обучение Мейергоф в 1909 году с дипломной работой под названием «Вклад в психологическую теорию умственных заболеваний». В Гейдельберге он встретил Хедвиг Шелленберг, которая позднее стала его женой. У них родились дочь и два сына.
В 1912 году Мейергоф переходит в университет Киля и в 1918 году получает там звание профессора. В 1929 году он становится директором Института медицинских исследований Общества кайзера Вильгельма (ныне: Институт медицинских исследований Общества Макса Планка) и работает в этой должности до 1938 года, когда он был вынужден бежать в Париж от нацистского режима. После оккупации Франции в 1940 году он при помощи сети Вариана Фрая переезжает в США, где становится приглашённым профессором в Пенсильванском университете в Филадельфии.
Мейергоф скончался в Филадельфии в возрасте 67 лет от инфаркта миокарда.